# Australisch-portugiesische Beziehungen
Die australisch-portugiesischen Beziehungen beschreiben das zwischenstaatliche Verhältnis von Australien und Portugal. Die Länder unterhalten seit 1960 direkte diplomatische Beziehungen. Die Beziehungen der beiden Ländern gelten als gut und weitgehend problemfrei.
Wichtigster Bezugspunkt der heutigen Beziehungen ist Osttimor, dessen wichtigste Geberländer Australien und Portugal sind. Das bilaterale Verhältnis wird zudem durch die portugiesischen Einwanderer in Australien und den bilateralen Handel geprägt. Als historische Berührungspunkten sind die – noch nicht eindeutig belegten – Besuche portugiesischer Seefahrer als erste Europäer in Australien und die sich überschneidenden Interessen in der Timorsee zu nennen. Das portugiesische Kolonialreich und das britische Dominion Australien waren hier lange Zeit Nachbarn.
Australien und Portugal haben eine Vielzahl bilateraler Abkommen geschlossen, darunter das 2001 geschlossene Sozialversicherungsabkommen und vereinfachte Einreise- und Visa-Bestimmungen. Zu nennen ist zudem das bilaterale Austauschprogramm Work and Holiday, das jungen Leuten im jeweils anderen Land zu Ferienjobs verhilft und damit zum Kulturaustausch und zur Annäherung beider Länder beiträgt.
Die zwei Staaten sind Partner in einer Reihe internationaler Organisationen, darunter die verschiedenen UN-Gremien, der Internationale Strafgerichtshof, die Welthandelsorganisation und im Rahmen von Kooperationen und Konsultationen zwischen Australien und der NATO.
Staatsbesuche auf verschiedenen Ebenen finden regelmäßig statt. 2012 besuchte Portugals Staatspräsident Cavaco Silva Australien, 2013 reiste der australische Senatspräsident John Hogg nach Portugal, und 2010 kam die australische Premierministerin Julia Gillard und Verteidigungsminister Stephen Smith im Rahmen des NATO-Gipfels nach Lissabon.
In Australien leben schätzungsweise 70.000 Menschen portugiesischer Abstammung, während 280 Australier in Portugal ihren Wohnsitz haben (Stand 2015).

## Geschichte

### Bis 1900

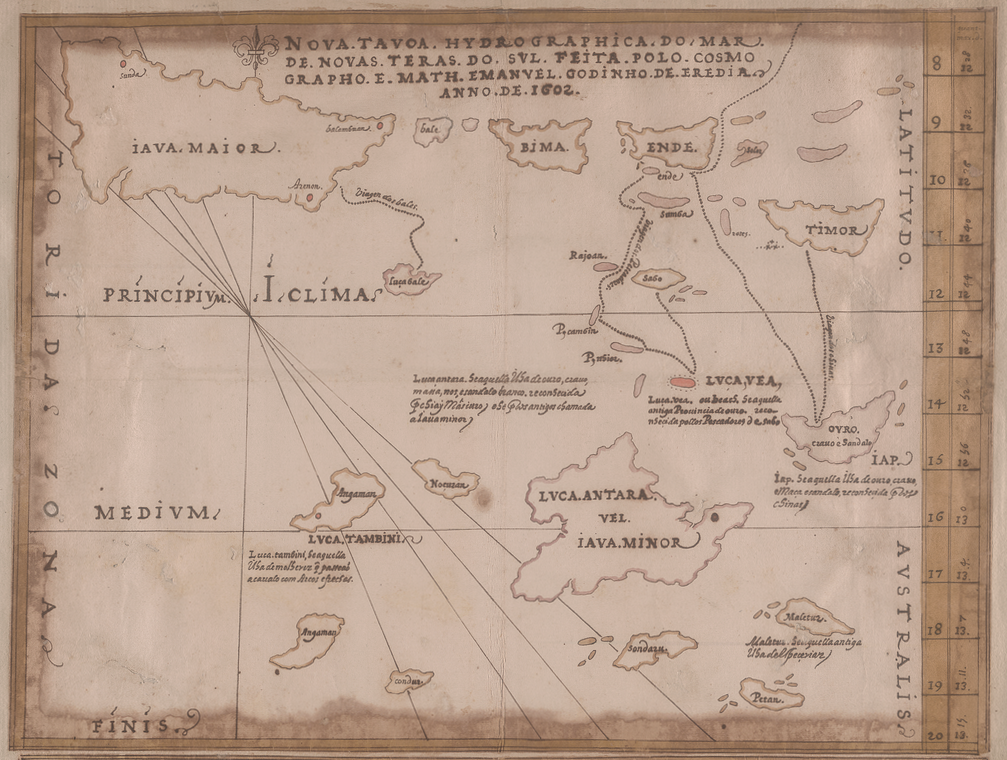
Karte Erédias von 1602 mit Luca Antara, eine der ersten konkreten Karten Australiens

Der in Malakka geborene portugiesische Kartograf und Seefahrer Manuel Godinho de Erédia (1563–1623) beschäftigte sich intensiv mit der Region. Seine Karten, die eine unbekannte Goldinsel (Ilha do Ouro) bzw. Luca Antara zeigten, lassen bereits ein konkreteres portugiesisches Wissen um Australien vor der Ankunft des Niederländers Willem Jansz im Jahr 1606 vermuten. Belegt ist eine Notiz Erédias von 1601 zur konkreten Existenz und Lage der Terra Australis.
Der in spanischen Diensten fahrende Portugiese Pedro Fernandes de Queirós (1565–1614) bereiste die Region und wird heute in Australien häufig als prägender Urheber des Landesnamens genannt.
In der Bittangabee-Bucht im Kanangra-Boyd-Nationalpark sind die Reste einer kleinen, 33 Meter breiten portugiesischen Befestigung erhalten geblieben. Das eingravierte vierstellige Datum ist an seiner dritten Stelle nicht mehr zu entziffern. Laut Mario Ramerini könnte es sich um eine 2 handeln, so dass die Jahreszahl 1524 lauten würde und mit dem Verlust von Schiffen des Cristóvão de Mendonça (1475–1630) zusammenfallen würde, den er in der Region durch Unwetter erlitt.
Seit dem 16. Jahrhundert unterhielten die Portugiesen auf der vor der Nordküste Australiens gelegenen Insel Melville Island einen Stützpunkt, wo sie bis ins 19. Jahrhundert Sklavenhandel betrieben. Drei bronzene Kanonen sind dort erhalten geblieben.

### Seit 1900

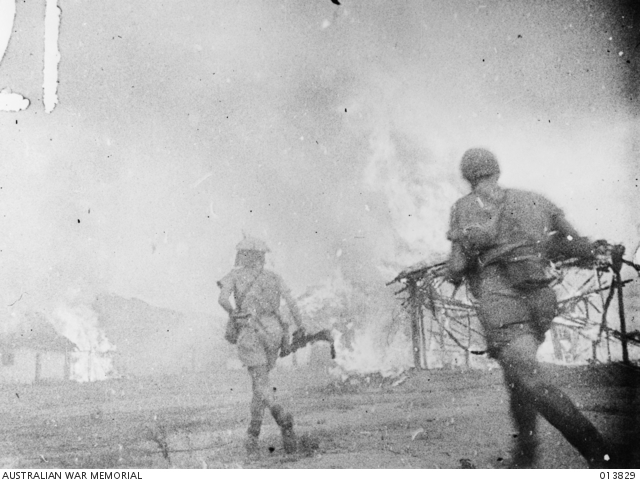
Australische Soldaten brennen das timoresische Dorf Mindelo nieder, damit es nicht als japanische Basis genutzt werden kann. (Nov./Dez. 1942)

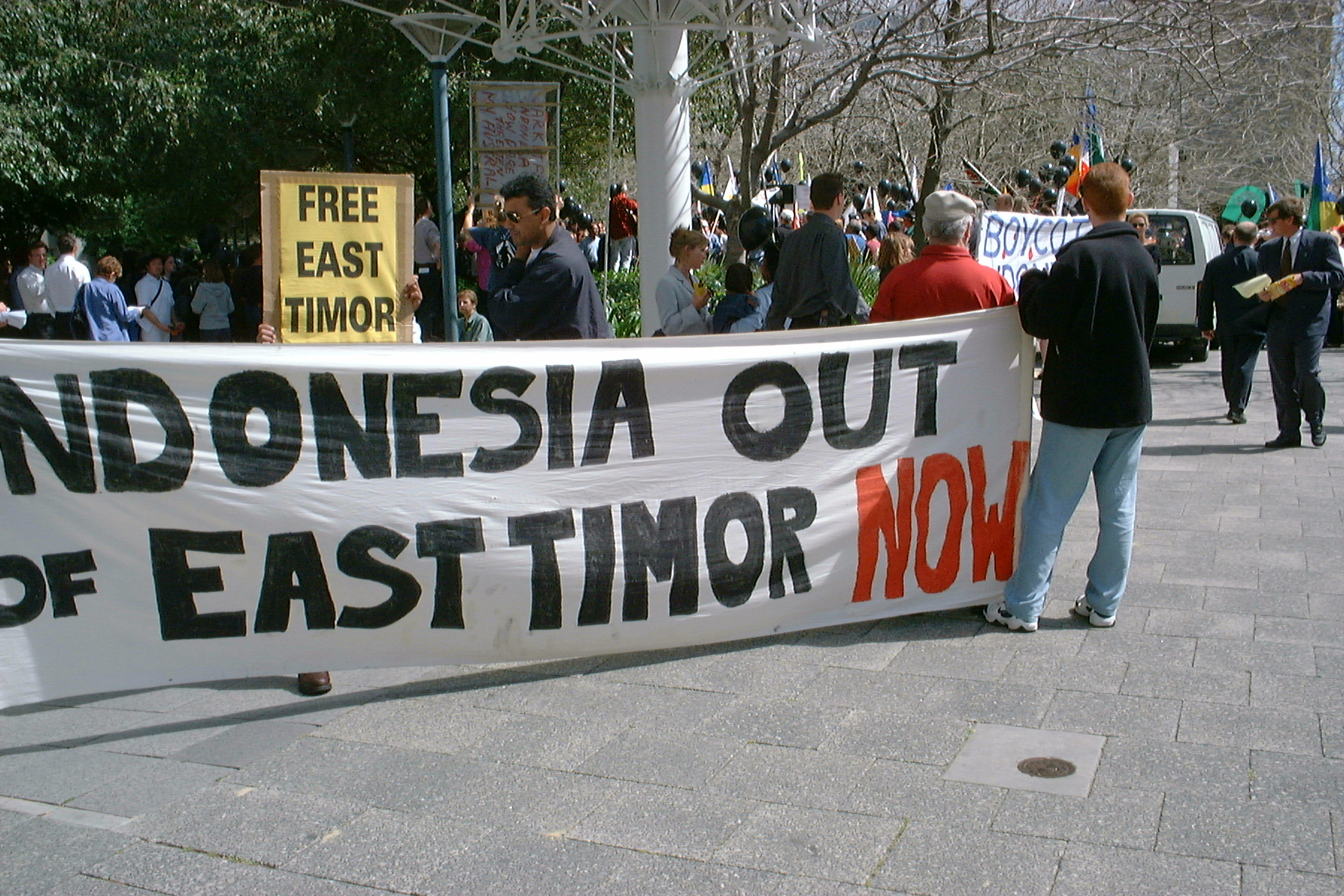
Nach 1991 kam es vor allem in Australien und Portugal zunehmend zu Protesten gegen die indonesische Annexion Osttimors

Im Zweiten Weltkrieg (1939–1945) blieb Portugal unter Diktator Salazar neutral, geriet aber u. a. in Timor dennoch zwischen die Fronten. Ende 1941 drangen zunächst alliierte Truppen, insbesondere australische Einheiten in die Kolonie ein, um eine Verteidigungsbasis gegen die Japaner aufzubauen. 1942 begann die Schlacht um Timor und die Besetzung durch die Japaner. Vor allem die australischen Einheiten führten danach auf der Insel einen Guerillakrieg gegen die Japaner, unterstützt von Teilen der einheimischen timoresischen und portugiesischen Bevölkerung, trotz der offiziellen Neutralität Portugals. So war Manuel Jesus Pires ein portugiesischer Offizier, der auf Seiten der Australier kämpfte. Die Japaner protestierten mehrfach bei der portugiesischen Regierung, auch wegen des kaum kooperativen portugiesischen Gouverneurs Manuel de Abreu Ferreira de Carvalho. Am 26. September 1945 fand die offizielle Kapitulationszeremonie der Japaner in Dili und die Rückgabe der Herrschaft an die Portugiesen statt. Australien und die Niederlande hatten sich zuvor erfolglos gegen eine Rückgabe Osttimors an Portugal ausgesprochen.
Ab den 1950er Jahren begann eine verstärkte portugiesische Einwanderung nach Australien.
Nach der vollen Unabhängigkeit des bisherigen Dominion Australien 1947 gingen beide Länder 1960 diplomatische Beziehungen ein. Am 12. Dezember 1960 nahm Manuel Rodrigues de Almeida Coutinho als erster portugiesische Botschafter in Australiens Hauptstadt Canberra seine Arbeit auf, am 9. Dezember 1969 akkreditiert sich Carlos Alberto Empis Wemans als erster australischer Botschafter in Lissabon.
1963 erhielt die australische Woodside Petroleum die Erlaubnis der australischen Regierung, in der Timorsee nach Erdöl zu suchen. Mit Portugal kam es danach zu Differenzen über die Grenzziehung, die bis 2018 als Grenzstreitigkeiten zwischen Australien und Osttimor anhielten.
Nach der Nelkenrevolution und dem Ende der portugiesischen Estado-Novo-Diktatur 1974 annektierte Indonesien die bisherige portugiesische Kolonie Osttimor. Eine große Zahl Timoreser flüchtete nach Australien und Portugal. Insbesondere nach dem Santa-Cruz-Massaker 1991 kam es in Australien und Portugal zu großen Protestdemonstrationen und Solidaritätsbekundungen.
2002 erlangte Osttimor schließlich seine volle Unabhängigkeit. Seither sind Australien und Portugal die wichtigsten Partnerländer der jungen Republik beim Aufbau seiner gesellschaftlichen, wirtschaftlichen, administrativen und juristischen Strukturen, seiner Verteidigung, Infrastruktur, Kulturarbeit und inneren Sicherheit.

## Portugiesische Einwanderung in Australien

### Historische Entwicklung

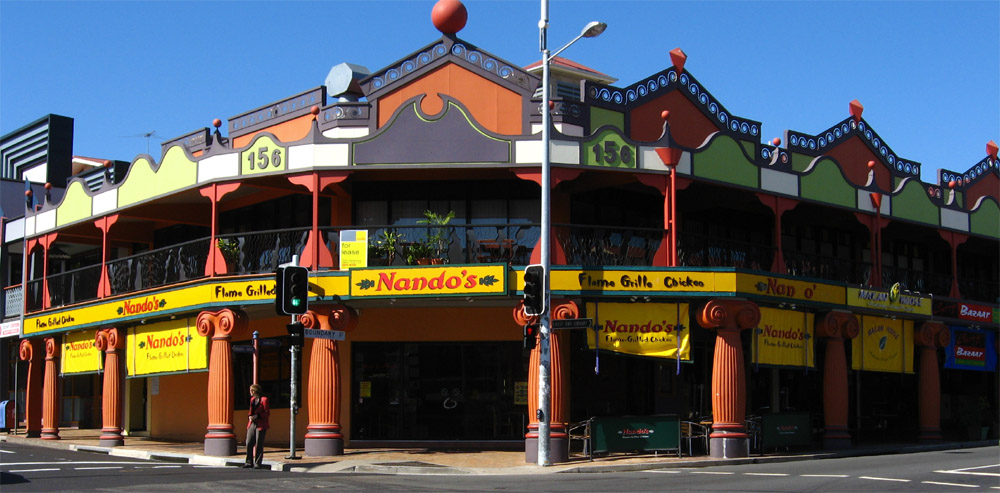
Nando’s-Filiale in Brisbane, einer von portugiesischen Einwanderern in Südafrika gegründeten Schnellrestaurant-Kette, die allein in Australien über 270 Filialen unterhält

Seit Ende des 19. Jahrhunderts wanderten Portugiesen nach Australien aus. Im Jahr 1901 zählte das einwohnerarme Australien 311 portugiesische Bewohner.
Die Zahl ging zunächst wieder zurück, bis auf 68 im Jahr 1933. In den 1950er Jahren begann eine erneute, stärkere Einwanderung aus Portugal. So entwickelte sich in Fremantle etwa eine Gemeinde von Einwanderern aus der portugiesischen Insel Madeira, die hier im Fischfang Arbeit fanden.
1961 zählte Australien 950 in Portugal geborene Einwohner. In den folgenden Jahren stieg diese Einwanderung dann deutlich. Bis 1996 erreichte die Zahl der in Portugal geborenen Einwohner Australiens 17.119, zu denen noch 9.139 bereits in Australien geborene Menschen portugiesischer Abstammung zu zählen waren.
2011 bewegte sich die Gesamtzahl aller portugiesischstämmiger Einwohner Australiens um etwa 62.000, die heute um 70.000 betragen dürfte. Damit stellt die portugiesische Gemeinschaft keine der großen Einwanderernationen Australiens dar, ist bei einer Gesamtbevölkerung von 24 Mio. Einwohnern aber dennoch eine nennenswerte Gruppe.

### Zahlen
Im Jahr 2015 waren in den portugiesischen Konsulaten in Australien 60.860 Portugiesen registriert.
19.400 Einwohner Australiens wurden in Portugal geboren, dazu kommen zwischen 9.000 und 10.000 Menschen direkter portugiesischer Abstammung (1996: 9.139) und zwischen 30.00 und 40.000 weiter portugiesischstämmige Menschen.
Im Jahr 2016 betrugen die Rücküberweisungen aus Australien nach Portugal 3,51 Mio. Euro (2015: 3,42 Mio.; 2012: 4,17 Mio.; 2005: 5,31 Mio.; 2000: 11,27 Mio.), während in entgegengesetzter Richtung 0,82 Mio. Euro flossen (2015: 0,88 Mio.; 2012: 1,14 Mio.; 2005: 0,78 Mio.; 2000: 0,75 Mio.).

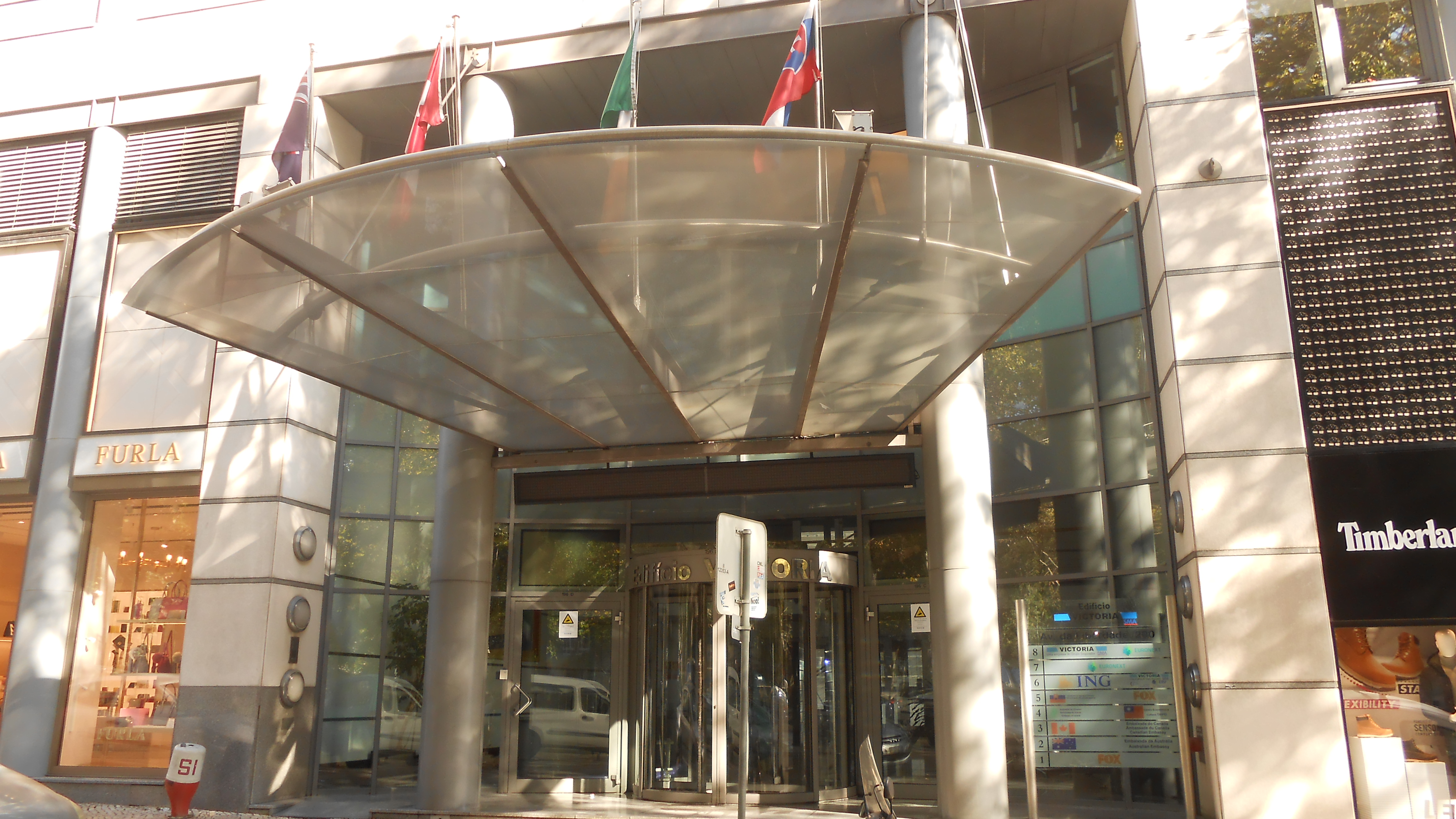
Die Botschaft Australiens an der Avenida da Liberdade: das Bürogebäude Edifício Victória beherbergt neben der australischen noch einige andere Botschaften.

## Diplomatie
Portugals Botschaft residiert im Stephen House (32 Thesiger Ct) in Deakin, ACT, unweit der australischen Hauptstadt Canberra.
Zudem existieren ein portugiesisches Generalkonsulat in Sydney und Honorarkonsulate in Adelaide, Brisbane, Darwin, Melbourne und Perth.
Die Australische Botschaft in Lissabon residiert im Edifício Victoria (Avenida da Liberdade 200).
In Portugal sind über die Botschaft hinaus keine australischen Konsulate eingerichtet.

## Städtepartnerschaften
1994 entstand die erste australisch-portugiesische Städtepartnerschaft, bisher kamen zwei weitere dazu (Stand 2011).

## Wirtschaft

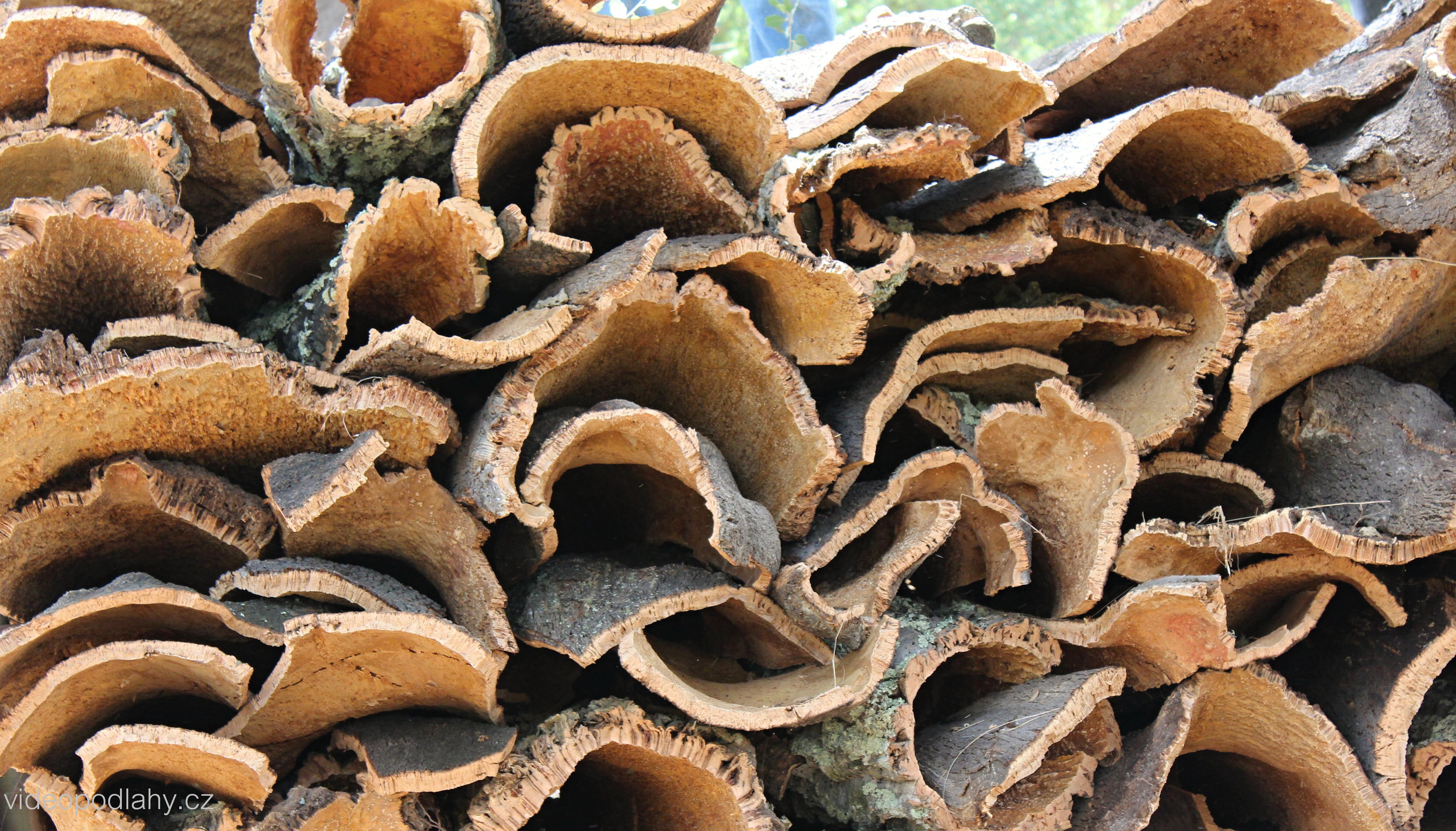
Portugal liefert Kork für die Australischen Weinflaschen

Die portugiesische Außenhandelskammer AICEP unterhält eine Niederlassung in Sydney. Seit 2013 besteht in Sydney zudem die luso-australische Handelskammer Câmara de Comércio Portugal-Australia (Portrade).
Im Jahr 2016 exportierte Portugal Waren und Dienstleistungen im Wert von 308,9 Mio. Euro nach Australien (2015: 601,8 Mio.; 2014: 311,2 Mio.; 2013: 181,1 Mio.; 2012: 153,7 Mio.). Davon waren unter den Waren 14,9 % Erze und Minerale, 14,1 % Kork und Holz, 12,7 % Schuhe, 12,5 % Maschinen und Geräte, und 9,7 % Textilien.
Im gleichen Zeitraum lieferte Australien Waren und Dienstleistungen im Wert von 25,0 Mio. Euro an Portugal (2015: 49,6 Mio.; 2014: 24,2 Mio.; 2013: 25,3 Mio.; 2012: 28,7 Mio.). Unter den Waren waren davon 42,2 % Maschinen und Geräte, 17,1 % Häute und Leder, 13,0 % Zellulose und Papier, 8,4 % Optik- und Präzisionsinstrumente und 7,2 % landwirtschaftliche Erzeugnisse.
Damit rangierte Portugal im australischen Waren-Außenhandel an 101. Stelle unter den Abnehmern und an 58. Stelle unter den Lieferanten, während Australien für den portugiesischen Außenhandel an 41. Stelle als Abnehmer und an 88. Stelle als Lieferant stand.

## Tourismus
Im Jahr 2016 waren australische Touristen für 49,8 Mio. Euro Einnahmen des portugiesischen Hotelgewerbes verantwortlich (2015: 45,1 Mio.; 2014: 44,5 Mio.; 2013: 32,0 Mio.; 2012: 25,4 Mio.). Sie machten damit 0,39 % des portugiesischen Fremdenverkehrs aus.
2014 zählte Australien 5.500 Besucher aus Portugal, das im gleichen Zeitraum von 9.600 Menschen aus Australien besucht wurde.

## Kultur
Das portugiesische Kulturinstitut Instituto Camões ist in Australien unter anderem mit Kooperationen zum Portugiesischunterricht und einem Sprachzentrum in Sydney vertreten.

## Sport
Im Nationalsport Australiens, dem Rugby Union, sind die australische Rugby-Union-Nationalmannschaft und die portugiesische Rugby-Auswahl bisher nicht aufeinander getroffen.
Auch im portugiesischen Nationalsport Fußball haben die Portugiesische Fußballnationalmannschaft und die Auswahl Australiens bislang noch nicht gegeneinander gespielt (Stand 2023). Gelegentlich spielen Fußballer beider Länder auch im jeweils anderen Land, darunter der australische Nationalspieler Samuel Silvera, der 2020/2021 für mehrere portugiesische Klubs auflief, oder Nick Ansell, der 2017/2018 für den CD Tondela spielte.
Die portugiesische und die australische Frauen-Fußballnationalmannschaft trafen bisher einmal aufeinander (Stand Januar 2017): Beim Algarve-Cup 1999 trennten sie sich 0:0.
Der australische Radrennfahrer Richie Porte gewann 2012 die Algarve-Rundfahrt, der Australier Stuart O’Grady wurde 2005 dort Zweiter. Der Portugiese Tiago Machado wurde 2012 beim wichtigsten australischen Radrennen Tour Down Under Dritter.